# 483 TCN
483 TCN là một năm trong lịch La Mã.